# Gran Premio della Malesia 2009
Il Gran Premio della Malesia 2009 è la seconda prova della stagione 2009 del Campionato mondiale di Formula 1. Si è corso domenica 5 aprile 2009 sul Circuito di Sepang, sito a poca distanza dalla capitale malese Kuala Lumpur ed è stato vinto da Jenson Button su Brawn GP, seguito da Nick Heidfeld e Timo Glock dopo l'interruzione della gara al 33º giro a causa dell'eccessiva pioggia: la gara è infatti ricordata come una delle più piovose nella storia della Formula 1.
I punteggi ottenuti sono dimezzati in quanto la corsa non ha raggiunto il 75% del totale dei giri previsti.

## Vigilia
Ritenuto colpevole dell'incidente con Robert Kubica nel precedente GP, Sebastian Vettel sconta una penalità di 10 posizioni in griglia.
La Bridgestone, unico fornitore di pneumatici per il circus di Bernie Ecclestone, annuncia che per il weekend di gara fornirà alle scuderie gomme con mescola dura e morbida.
In seguito alla sostituzione del cambio, Rubens Barrichello retrocede, come da regolamento, di 5 posizioni rispetto alla posizione ottenuta nelle qualifiche ufficiali.
Anche in questo gran premio vengono respinte le richieste di squalifica per le vetture dotate di diffusore. Anche in tal caso perciò i risultati del gran premio sono sub judice sino alla decisione definitiva della FIA il 14 aprile.

## Prove
Nella prima sessione del venerdì si è avuta questa situazione:
| Pos | N  | Pilota          | Squadra/Motore    | Tempo    | Gap   | Giri |
| --- | -- | --------------- | ----------------- | -------- | ----- | ---- |
| 1   | 16 | Nico Rosberg    | Williams-Toyota   | 1'36"260 |       | 27   |
| 2   | 17 | Kazuki Nakajima | Williams-Toyota   | 1'36"305 | 0"045 | 25   |
| 3   | 22 | Jenson Button   | Brawn GP-Mercedes | 1'36"430 | 0"170 | 20   |

Nella seconda sessione del venerdì si è avuta questa situazione:
| Pos | N  | Pilota           | Squadra/Motore   | Tempo    | Gap   | Giri |
| --- | -- | ---------------- | ---------------- | -------- | ----- | ---- |
| 1   | 4  | Kimi Räikkönen   | Ferrari          | 1'35"707 |       | 40   |
| 2   | 3  | Felipe Massa     | Ferrari          | 1'35"832 | 0"125 | 38   |
| 3   | 15 | Sebastian Vettel | Red Bull-Renault | 1'35"954 | 0"247 | 40   |

Al termine di queste prove, sulla Brawn GP di Rubens Barrichello è stata necessaria la sostituzione del cambio, motivo per cui il pilota brasiliano viene arretrato di 5 posizioni sulla griglia di partenza, rispetto al risultato del sabato.
Nella sessione del sabato mattina si è avuta questa situazione:
| Pos | N  | Pilota       | Squadra/Motore   | Tempo    | Gap   | Giri |
| --- | -- | ------------ | ---------------- | -------- | ----- | ---- |
| 1   | 16 | Nico Rosberg | Williams-Toyota  | 1'35"940 |       | 19   |
| 2   | 14 | Mark Webber  | Red Bull-Renault | 1'36"048 | 0"108 | 13   |
| 3   | 3  | Felipe Massa | Ferrari          | 1'36"089 | 0"149 | 13   |

## Qualifiche
Nella sessione di qualificazione si è avuta questa situazione:
| Pos | N  | Pilota               | Costruttore/Motore   | Q1       | Q2       | Q3       | Giri | Griglia | Massa |
| --- | -- | -------------------- | -------------------- | -------- | -------- | -------- | ---- | ------- | ----- |
| 1   | 22 | Jenson Button        | Brawn-Mercedes       | 1'35"058 | 1'33"784 | 1'35"181 | 18   | 1       | 660   |
| 2   | 9  | Jarno Trulli         | Toyota               | 1'34"745 | 1'33"990 | 1'35"273 | 20   | 2       | 656,5 |
| 3   | 15 | Sebastian Vettel     | Red Bull-Renault     | 1'34"935 | 1'34"276 | 1'35"518 | 17   | 13      | 647   |
| 4   | 23 | Rubens Barrichello   | Brawn-Mercedes       | 1'34"681 | 1'34"387 | 1'35"651 | 20   | 8       | 664,5 |
| 5   | 10 | Timo Glock           | Toyota               | 1'34"907 | 1'34"258 | 1'35"690 | 24   | 3       | 656,5 |
| 6   | 16 | Nico Rosberg         | Williams-Toyota      | 1'35"083 | 1'34"547 | 1'35"750 | 21   | 4       | 656   |
| 7   | 14 | Mark Webber          | Red Bull-Renault     | 1'35"027 | 1'34"222 | 1'35"797 | 19   | 5       | 656   |
| 8   | 5  | Robert Kubica        | BMW Sauber           | 1'35"166 | 1'34"562 | 1'36"106 | 19   | 6       | 663   |
| 9   | 4  | Kimi Räikkönen       | Ferrari              | 1'35"476 | 1'34"456 | 1'36"170 | 17   | 7       | 662,5 |
| 10  | 7  | Fernando Alonso      | Renault              | 1'35"260 | 1'34"706 | 1'37"659 | 15   | 9       | 680,5 |
| 11  | 6  | Nick Heidfeld        | BMW Sauber           | 1'35"110 | 1'34"769 |          | 14   | 10      | 692   |
| 12  | 17 | Kazuki Nakajima      | Williams-Toyota      | 1'35"341 | 1'34"788 |          | 13   | 11      | 683,4 |
| 13  | 1  | Lewis Hamilton       | McLaren-Mercedes     | 1'35"280 | 1'34"905 |          | 13   | 12      | 688   |
| 14  | 2  | Heikki Kovalainen    | McLaren-Mercedes     | 1'35"023 | 1'34"924 |          | 14   | 14      | 688,9 |
| 15  | 11 | Sébastien Bourdais   | Toro Rosso-Ferrari   | 1'35"507 | 1'35"431 |          | 16   | 15      | 670,5 |
| 16  | 3  | Felipe Massa         | Ferrari              | 1'35"642 |          |          | 4    | 16      | 689,5 |
| 17  | 8  | Nelson Piquet Jr.    | Renault              | 1'35"708 |          |          | 11   | 17      | 681,9 |
| 18  | 21 | Giancarlo Fisichella | Force India-Mercedes | 1'35"908 |          |          | 8    | 18      | 680,5 |
| 19  | 20 | Adrian Sutil         | Force India-Mercedes | 1'35"951 |          |          | 10   | 19      | 655,5 |
| 20  | 12 | Sébastien Buemi      | Toro Rosso-Ferrari   | 1'36"107 |          |          | 9    | 20      | 686,5 |

## Gara
Al via scatta bene Nico Rosberg, su Williams-Toyota, che dalla seconda fila riesce a conquistare la leadership davanti a Jarno Trulli, Fernando Alonso e Jenson Button, partito dalla pole position. Button passa Alonso prima della fine del giro. Seguono Barrichello, Raikkonen, Webber e Glock. 
In pochi giri il terzetto di testa prende un netto vantaggio, con gli altri a soffrire il tappo di Alonso, partito con un elevato carico di benzina. Al quarto giro Barrichello riesce nel sorpasso e sale al quarto posto.
All’undicesimo giro anche la
Ferrari di Kimi Räikkönen passa Alonso e sale al quinto posto, seguito da Webber un giro più tardi. 
Al 15º giro Rosberg apre la tornata di stop, seguito da Trulli due giri dopo. Button allunga fino al ventesimo giro e diventa leader.
Intanto il cielo malese, sempre più cupo sopra il circuito, minaccia un temporale di dimensioni tropicali.
Cercando la mossa vincente per risalire posizioni, la Ferrari decide di giocare d'anticipo con Kimi Räikkönen: richiamato al box per la prima sosta al 17º giro, al finlandese vengono montate gomme da bagnato "estremo", quando ancora la pista è asciutta. Il risultato è che la pioggia arriva, ma con qualche giro di ritardo, quando ormai le gomme montate da Räikkönen hanno perso la loro efficacia.
Al 22º giro comincia a piovere in maniera discontinua su alcuni punti del tracciato. Tutti rientrano per montare gomme da bagnato estremo ad eccezione di Timo Glock, che rientra in pista dopo il pit con gomme intermedie. Dietro ai primi quattro, ci sono Heidfeld, Hamilton, Webber e Massa.

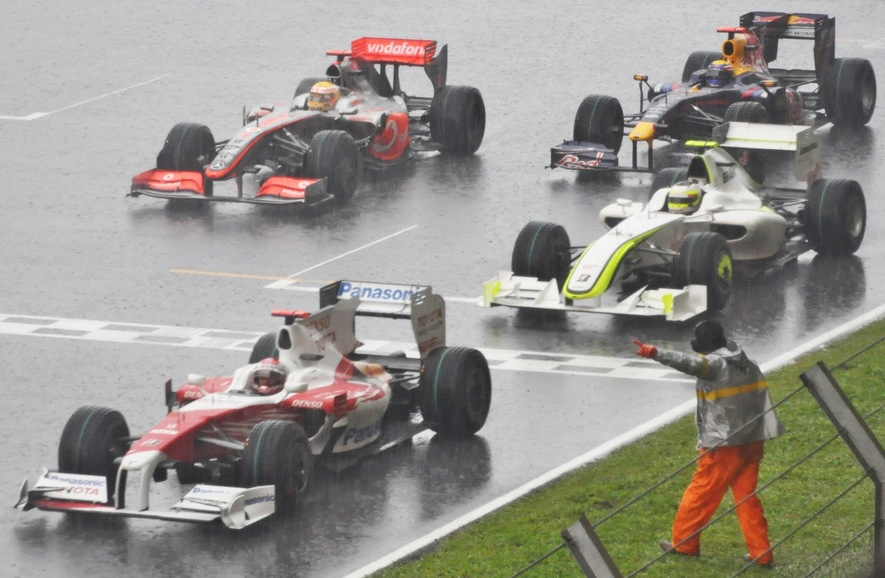
Trulli, Barrichello, Hamilton e Webber fermi sul rettilineo d'arrivo dopo l'esposizione della bandiera rossa.

Webber passa Hamilton dopo un acceso duello e poi ha la meglio anche su Heidfeld. È tuttavia Glock a risalire la china rapidamente girando anche 10” a giro più veloce. Al ventottesimo giro Barrichello, dopo aver passato Trulli, supera anche Rosberg e sale al secondo posto. Il giro successivo però è protagonista di un leggero fuoripista che gli costa un paio di posizioni a favore di Glock e Webber. Nel frattempo tutti rientrano per montare gomme intermedie ad eccezione del tedesco della Toyota che diventa leader quando Button si ferma al giro 29.
Al 30º giro tuttavia l'intensità della pioggia aumenta, fino ad assumere proporzioni di diluvio. Button recupera subito la prima posizione passando Glock, che rientra a montare le gomme da bagnato estremo. Il giro successivo si ferma Button che esce proprio davanti al tedesco, che ha appena passato Heidfeld. La sicurezza per i piloti non è più garantita e quindi si procede con l'ingresso della Safety Car. Nemmeno in regime di Safety Car si riesce a proseguire e quindi la direzione di corsa espone la bandiera rossa, che obbliga tutti i piloti alla sosta in griglia di partenza in attesa di nuove comunicazioni.
Verso lo scadere delle due ore, tempo limite per una corsa, nonostante l'attenuazione della pioggia la direzione gara emana il comunicato che la gara non riprenderà, a causa del sopraggiungere dell'oscurità.
Le posizioni vengono assegnate in base alla classifica al termine del 31º giro e quindi la vittoria viene assegnata a Jenson Button, davanti a Nick Heidfeld e Timo Glock. Non avendo completato il 75% del totale previsto, il regolamento prevede l'assegnazione di metà punteggio.
I risultati del GP sono stati i seguenti:
| Pos | N. | Pilota               | Costruttore/Motore   | Giri | Tempo/Ritiro | Griglia | Punti |
| --- | -- | -------------------- | -------------------- | ---- | ------------ | ------- | ----- |
| 1   | 22 | Jenson Button        | Brawn-Mercedes       | 31   | 55'30"622    | 1       | 5     |
| 2   | 6  | Nick Heidfeld        | BMW Sauber           | 31   | +22"722      | 10      | 4     |
| 3   | 10 | Timo Glock           | Toyota               | 31   | +23"513      | 3       | 3     |
| 4   | 9  | Jarno Trulli         | Toyota               | 31   | +46"173      | 2       | 2,5   |
| 5   | 23 | Rubens Barrichello   | Brawn-Mercedes       | 31   | +47"360      | 8       | 2     |
| 6   | 14 | Mark Webber          | Red Bull-Renault     | 31   | +52"333      | 5       | 1,5   |
| 7   | 1  | Lewis Hamilton       | McLaren-Mercedes     | 31   | +1'00"733    | 12      | 1     |
| 8   | 16 | Nico Rosberg         | Williams-Toyota      | 31   | +1'11"576    | 4       | 0,5   |
| 9   | 3  | Felipe Massa         | Ferrari              | 31   | +1'16"932    | 16      |       |
| 10  | 11 | Sébastien Bourdais   | Toro Rosso-Ferrari   | 31   | +1'42"164    | 15      |       |
| 11  | 7  | Fernando Alonso      | Renault              | 31   | +1'49"422    | 9       |       |
| 12  | 17 | Kazuki Nakajima      | Williams-Toyota      | 31   | +1'56"130    | 11      |       |
| 13  | 8  | Nelson Piquet Jr.    | Renault              | 31   | +1'56"713    | 17      |       |
| 14  | 4  | Kimi Räikkönen       | Ferrari              | 31   | +2'22"841    | 7       |       |
| 15  | 15 | Sebastian Vettel     | Red Bull-Renault     | 30   | Testacoda    | 13      |       |
| 16  | 12 | Sébastien Buemi      | Toro Rosso-Ferrari   | 30   | Testacoda    | 20      |       |
| 17  | 20 | Adrian Sutil         | Force India-Mercedes | 30   | +1 giro      | 19      |       |
| 18  | 21 | Giancarlo Fisichella | Force India-Mercedes | 29   | Testacoda    | 18      |       |
| Rit | 5  | Robert Kubica        | BMW Sauber           | 1    | Motore       | 6       |       |
| Rit | 2  | Heikki Kovalainen    | McLaren-Mercedes     | 0    | Incidente    | 14      |       |

## Classifiche Mondiali

### Piloti
| Pos | Pilota             | Punti |
| --- | ------------------ | ----- |
| 1   | Jenson Button      | 15    |
| 2   | Rubens Barrichello | 10    |
| 3   | Jarno Trulli       | 8,5   |
| 4   | Timo Glock         | 8     |
| 5   | Nick Heidfeld      | 4     |
| 6   | Fernando Alonso    | 4     |
| 7   | Nico Rosberg       | 3,5   |
| 8   | Sébastien Buemi    | 2     |
| 9   | Mark Webber        | 1,5   |
| 10  | Sébastien Bourdais | 1     |
| 11  | Lewis Hamilton     | 1     |

### Costruttori
| Pos | Team             | Punti |
| --- | ---------------- | ----- |
| 1   | Brawn-Mercedes   | 25    |
| 2   | Toyota           | 16,5  |
| 3   | BMW Sauber       | 4     |
| 4   | Renault          | 4     |
| 5   | Williams-Toyota  | 3,5   |
| 6   | STR-Ferrari      | 3     |
| 7   | RBR-Renault      | 1,5   |
| 8   | McLaren-Mercedes | 1     |

## Decisioni della FIA
Il 15 aprile, la FIA rigetta il ricorso contro le soluzioni tecniche adottate da Brawn, Williams e Toyota. Le classifiche del Gran Premio della Malesia e di quello d'Australia vengono così definitivamente confermate.

## Polemiche dopo la gara
A causa dell'interruzione della gara ci sono state molte polemiche. I piloti erano già contrari a correre alle 5 del pomeriggio, perché in Malesia in questo periodo ogni sera si formano dei temporali, anche violenti. Inoltre la visibilità, visto che si è al tramonto, è più ridotta. La gara è stata posticipata alle 17 per favorirne la visione al pubblico europeo ma ciò non ha giovato alla corsa, interrotta dopo circa un'ora, con parere favorevole dei piloti che hanno detto che con quella visibilità era pericoloso continuare.